# Essa Bokarr Sey
Essa Bokarr Sey (* 20. Jahrhundert in Kuntaya) ist ein gambischer Regierungsbeamter, Diplomat und Schriftsteller.

## Werdegang
Sey trat nach der Schulausbildung 1985 der Gendarmerie von Gambia bei, die er nach fünf Jahren wieder verließ. Er studierte Französisch am Gambia College und verbrachte ein Jahr an der Université de Franche-Comté in Besançon, Frankreich. 1993 fing er im Außenministerium als Protokollbeauftragter an und vertiefte in Sierra Leone am Institut für öffentliche Verwaltung seine Ausbildung.
1998 wurde er zu den Vereinten Nationen entsandt, wo Gambia nichtständiges Mitglied des Sicherheitsrates war. Er war in den Botschaften im Senegal, in Frankreich und den Vereinigten Staaten tätig. Von 1999 bis 2001 war er Botschafter in Frankreich mit gleichzeitiger Akkreditierung in Bulgarien, Portugal, Russland, Schweiz und Ungarn sowie als ständiger Vertreter Gambias bei der UNESCO. 2001 wurde er Botschafter in Taiwan; gleichzeitig war er in Indonesien und den Philippinen akkreditiert. Im August 2002 wechselte er als Botschafter in den Vereinigten Staaten und war auch in Brasilien, Kuba, Mexiko und Venezuela sowie als Hochkommissar in Kanada akkreditiert. Im Juni 2003 wurde er von Präsident Jammeh abberufen. Er blieb in den USA und war bei der Bank of America und im US-amerikanischen Verteidigungsministerium tätig. Seit seiner Rückkehr nach Gambia ist er für die Organisation für Islamische Zusammenarbeit (OIZ) tätig.
Sey ist auch als Dichter und Schriftsteller bekannt.

## Werke
- The boat of thought (2000)
- A Convincing Rendezvous With Destiny (2010)
- Words from Savannah Grass (2010)